# 横須賀市立うわまち病院

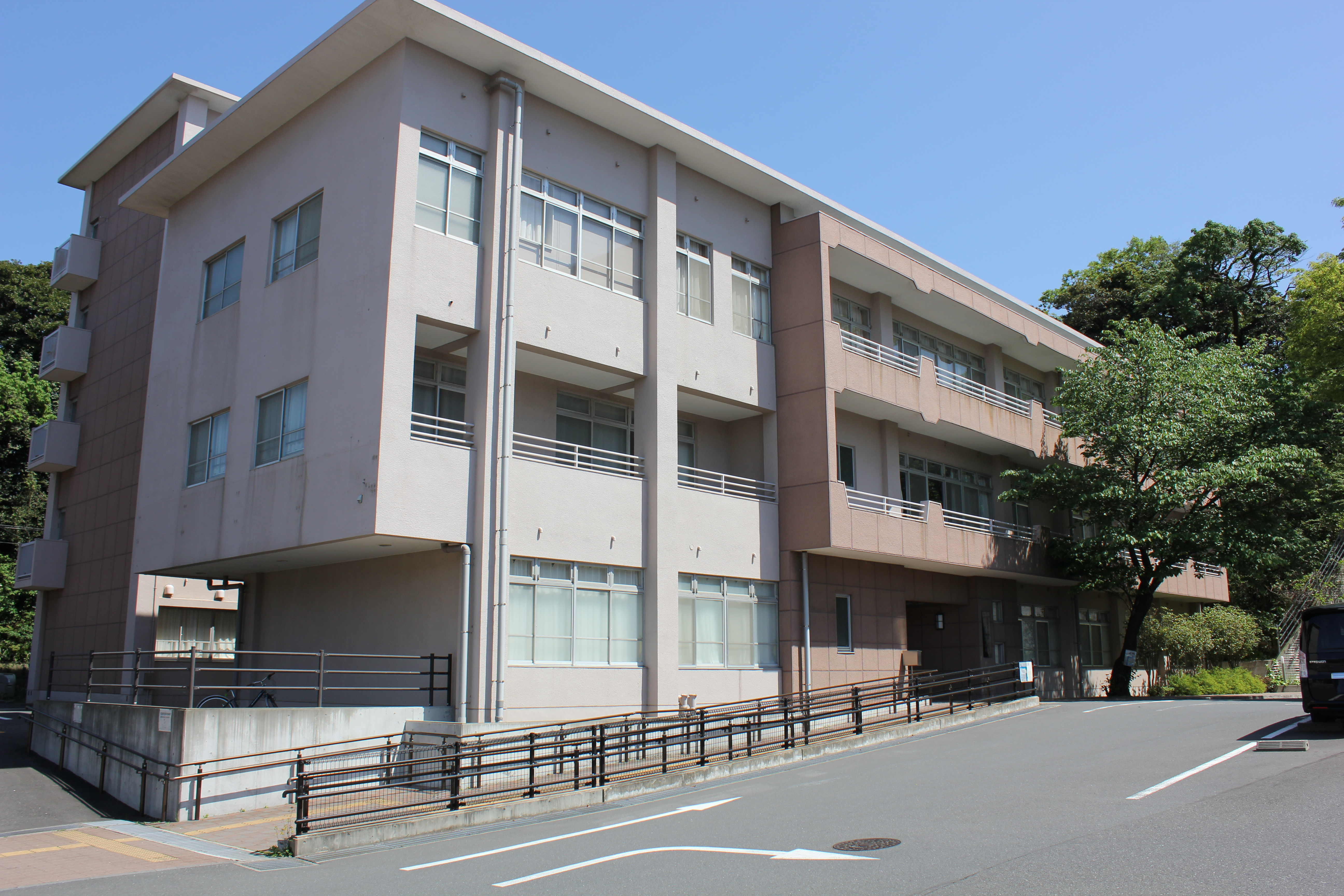
併設している横須賀市立看護専門学校

横須賀市立うわまち病院（よこすかしりつうわまちびょういん）は、神奈川県横須賀市にあった医療機関。横須賀市病院事業条例（昭和43年4月1日条例第16号）の規定により横須賀市が設置し、指定管理者として公益社団法人地域医療振興協会が管理した病院である。
2025年（令和7年）3月1日に横須賀市上町二丁目36番地から、「横須賀市立総合医療センター」として横須賀市神明町1番地8（久里浜神明公園敷地内）に新築移転した。

## 概要
旧国立横須賀病院の廃止に伴い移譲を受けた横須賀市が2002年7月1日に開設した。地域医療支援病院の承認を受ける。隣接地に横須賀市立看護専門学校（修業年限3年）がある。
2019年度（令和元年度）に「横須賀市新市立病院 建設基本計画」が策定され、横須賀市上町二丁目36番地から横須賀市神明町1番地8（神明公園）に移転することとなった。
新病院は「横須賀市立総合医療センター」として2025年（令和7年）3月1日に開院するため、横須賀市立うわまち病院での診療は同年2月27日まで（2月28日から3月3日までは緊急診療期間）となる。
2025年3月の移転後、老朽化した建物が多い本館エリアの建物については解体される予定だが、南館エリアについては医療・看護系大学の進出を受け入れる方針である。

## 沿革
- 1891年（明治24年） - 横須賀衛戍病院として創設[5]（浦賀要塞砲兵第1連隊内に開院[6][注釈 1]。11月24日に要塞砲兵第1連隊が旧不入斗村（現：不入斗公園）に新築移転したのに伴い横須賀衛戍病院も不入斗村に移転[6]。
- 1892年（明治25年）3月3日 - 旧豊島町中里（現：はまゆう公園）に病舎を新築し横須賀衛戍病院は移転[6]。
- 1894年（明治27年）
  - 7月29日 - 戦時病院として横須賀衛戍病院内に「横須賀要塞病院」を設置[6]。
  - 11月 - 「横須賀要塞病院」を廃止[6]。
- 1904年（明治37年）12月1日 - 横須賀衛戍病院を閉鎖、東京予備病院横須賀分院に改称[6]。
- 1905年（明治38年）9月 - 東京予備病院横須賀分院を廃止、横須賀衛戍病院に復帰[6]。
- 1937年（昭和11年）11月10日 - 横須賀陸軍病院と改称[5][6]。
- 1945年（昭和20年）
  - 2月4日 - 走水分院開設[6]。
  - 5月 - 横浜分院開設（横浜大空襲で焼失し神奈川区平川町の二ツ谷国民学校に移転）[6]。
  - 9月18日 - 復員した戦病兵を収容するため、中里の旧要塞司令部庁舎を中里分院（500床）とし、走水分院（200床）と本院（250床）を準備[6]。
  - 12月1日 - 厚生省へ移管され国立横須賀病院と改称[5][6]。
- 1946年（昭和21年）12月 - 走水分院閉鎖[6]。中里分院に外来診療部門を設置して一般患者の診療開始[5][注釈 2]。
- 1966年（昭和41年）3月 - 外来診療棟が竣工し、不入斗本院及び中里分院を閉鎖[5]。
- 2002年（平成14年）7月1日 - 国立横須賀病院の廃止に伴い、横須賀市が病院の移譲を受け、横須賀市立うわまち病院として開院[5]。同時に公益社団法人地域医療振興協会に管理を委託[5]。
- 2025年（令和7年）
  - 2月27日 - 横須賀市立うわまち病院での診療を終了[3]。
  - 3月1日 - 横須賀市立総合医療センターに移転[3]。

## 診療科
- 内科
- 精神科
- 神経内科
- 腎臓内科
- 呼吸器内科
- 消化器内科
- 消化器外科
- 循環器内科
- 小児科
- 外科
- 乳腺外科
- 整形外科
- 形成外科
- 脳神経外科
- 呼吸器外科
- 心臓血管外科
- 小児外科
- 皮膚科
- 泌尿器科
- 産科・婦人科
- 眼科
- 耳鼻咽喉科
- 麻酔科
- 放射線科
- 病理検査科
- 救急科（救急総合診療部）
- リハビリテーション科

診療施設（センター）
- 心臓脳血管センター
- 消化器病センター
- 低侵襲手術センター
- 医療情報センター
- 救急センター
- 小児医療センター

診療協力部門
- 手術部
- 看護部
- 薬剤部
- 臨床検査科
- 放射線科
- 総合リハビリテーションセンター
- 医療機器中央管理室
- 栄養科

医療管理支援部門
- 患者支援室
- 保安管理室
- 医療安全管理室

## 医療機関の指定等
- 地域医療支援病院
- 臨床研修指定病院

## 周辺の施設
- 横須賀市立看護専門学校
- 横須賀市立豊島小学校
- 横須賀市立中央図書館

## 交通アクセス
- 東日本旅客鉄道（JR東日本）横須賀線横須賀駅、または京浜急行電鉄横須賀中央駅より京浜急行バス衣笠行、または三崎口駅、三崎東岡、横須賀市民病院、大楠芦名口、長井行きバスで文化会館前下車、徒歩約5分。
- 京急本線横須賀中央駅下車、徒歩約12分。
- 横浜横須賀道路横須賀インターチェンジより車で約15分。